# Popovska Reka
Popovska Reka (bulgariska: Поповска Река) är ett vattendrag i Bulgarien.   Det ligger i regionen Jambol, i den sydöstra delen av landet, 270 km öster om huvudstaden Sofia.
Trakten runt Popovska Reka består till största delen av jordbruksmark. Runt Popovska Reka är det ganska glesbefolkat, med 26 invånare per kvadratkilometer.